# Vaulruz

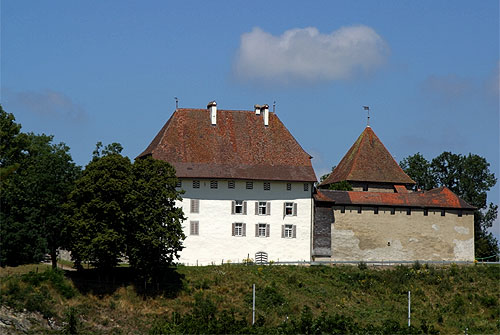
Castell de Vaulruz

Vaulruz és un municipi suís del cantó de Friburg, situat al districte de la Gruyère.